# Chico Serra
Francisco Serra (São Paulo, Brasil; 3 de febrero de 1957), más conocido como Chico Serra, es un piloto de automovilismo brasileño. Participó en 33 Grandes Premios de Fórmula 1 en los equipos Fittipaldi Automotive y Arrows Grand Prix International, logrando un punto de campeonato. Luego se destacó en el Stock Car Brasil, donde obtuvo 31 victorias, tres títulos en 1999, 2000 y 2001, y el subcampeonato en 2002. Su hijo Daniel Serra también es piloto del Stock Car.

## Carrera deportiva
Serra fue campeón de Brasil de karting 100cc en 1976. En 1977 pasó a competir en Europa, ganando el Festival de Fórmula Ford. Luego resultó tercero en el Campeonato de Gran Bretaña de Fórmula 3 1978 por detrás de Nelson Piquet y Derek Warwick, en 1979 logró el título ante Andrea de Cesaris y Mike Thackwell. En 1980 corrió en la Fórmula 2 Europa, resultando 11º al llegar cuarto en tres carreras.
El brasileño debutó en la Fórmula 1 en el GP del oeste de Estados Unidos de 1981, donde llegó séptimo. Ese año clasificó a cinco carreras de 13 disputadas con el equipo Fittipaldi. En 1982 clasificó a nueve carreras de quince. Logró un punto de campeonato por su sexto lugar en el Bélgica, y llegó séptimo en Austria.
Serra corrió cuatro carreras de la Fórmula 1 en 1983 con Arrows, obteniendo un séptimo lugar en Mónaco como mejor resultado. Más tarde, disputó la fecha de Portland de la CART en 1985.
Debutó a la edad de 29 años en el Stock Car Brasil en 1986. Esa temporada obtuvo el noveno puesto de campeonato. En 1988 logró una victoria. El piloto acumuló cinco victorias en 1989. En 1990 logró un triunfo.
En 1999, Serra consiguió siete victorias en 20 carreras del Stock Car, por lo que obtuvo el título ante Alexandre Negrão Sr y el múltiple campeón Ingo Hoffmann. En 2000 logró seis triunfos y nueve podios en 15 carreras, por lo que defendió su cetro ante Hoffmann y Negrão. El piloto acumuló cinco victorias y nueve podios en las 12 carreras de 2001, lo que le significó lograr el tricampeonato ante Hoffmann.
Serra triunfó cuatro veces en 2002, resultando así subcampeón por detrás de Hoffmann. Luego terminó sexto en 2003, 11º en 2004 y 17º en 2005.
El piloto dejó de correr con Chevrolet en 2006, y pasó a pilotar un Volkswagen Bora. Con un triunfo, se ubicó 16º en la tabla de posiciones. En 2007 cambió de marca nuevamente, y con un Peugeot 307 quedó relegado a la 27ª colocación final. Por otra parte, corrió en las Mil Milhas Brasil, válida para la Le Mans Series, con una Ferrari F430 junto a su hijo y Chico Longo.
Con 51 años de edad, Serra disputó la Fórmula Truck en 2008 con Ford. De vuelta al Stock Car Brasil, culminó 28º en el campeonato 2009 tras arribar 11º en Salvador de Bahía, para retirarse definitivamente de la categoría. También resultó 12º en el GT Brasil, tras lograr cuatro podios al volante de una Lamborghini Gallardo.
En 2010 quedó 12º en el GT Brasil con Lamborghini con cuatro top 5. En 2011 participó en la fecha de Interlagos del Campeonato Brasileño de Marcas con un Honda Civic como compañero de equipo de su hijo Daniel, logrando el tercer puesto en la segunda manga.

## Resultados

### Fórmula 1
(Clave) (negrita indica pole position) (cursiva indica vuelta rápida)

| Año     | Escudería             | 1      | 2       | 3       | 4       | 5       | 6        | 7      | 8       | 9       | 10      | 11      | 12      | 13      | 14      | 15      | 16      | Pos. | Puntos |
| ------- | --------------------- | ------ | ------- | ------- | ------- | ------- | -------- | ------ | ------- | ------- | ------- | ------- | ------- | ------- | ------- | ------- | ------- | ---- | ------ |
| 1981    | Fittipaldi Automotive | USW 7  | BRA Ret | ARG Ret | SMR DNQ | BEL Ret | MON DNQ  | ESP 11 | FRA DNS | GBR DNQ | GER DNQ | AUT DNP | NED DNQ | ITA DNQ | CAN DNQ | LVG DNQ |         | NC   | 0      |
| 1982    | Fittipaldi Automotive | RSA 17 | BRA Ret | USW DNQ | SMR     | BEL 6   | MON DNPQ | USE 11 | CAN DNQ | NED Ret | GBR Ret | FRA DNQ | GER 11  | AUT 7   | SUI DNQ | ITA 11  | LVG DNQ | 26.º | 1      |
| 1983    | Arrows Racing Team    | BRA 9  | USW     | FRA Ret | SMR 8   | MON 7   | BEL      | USE    | CAN     | GBR     | GER     | AUT     | NED     | ITA     | EUR     | RSA     |         | NC   | 0      |
| Fuente: |                       |        |         |         |         |         |          |        |         |         |         |         |         |         |         |         |         |      |        |